# 夜行性
夜行性（やこうせい）は、活動時間にかかわる動物の性質の一つ。

## 概要
夜行性とは、夜間に活動し昼間は休む（寝る）という性質のことである。明るい昼間は天敵にねらわれやすく、危険が大きい。また、黒い体色の動物や表面積の小さな動物などは、昼間の直射日光で体温が過剰に上がってしまいやすい。そのため、これらの動物は、昼間は物陰や地中などに隠れて休み、夜間活動を行うのである。また、昼行性の獲物が休息している夜間にそれをねらう肉食動物もある。単に時間的棲み分けの結果として夜行性を選んだ例も存在する。
夜行性の動物には、フクロウ、ネズミ、カブトムシ、クワガタムシ、ハブ、ガ、ナマズ、ウナギ、ハムスターなど、たくさんの種類がある。
高等ほ乳類に関しては、人間の活動していない時間帯として夜間に活動しているものも多い。日本産の大型ほ乳類（シカ・イノシシ・タヌキなど）には夜間によく活動するものが多いが、人間が関わらない地域ではそれらが意外に昼間動いている例がある。夜行性という性質も、それほど固定的とは限らない例である。

## 夜行性の動物の特徴
夜間は光がほとんどない為、夜行性の動物は、聴覚など視覚以外の感覚を発達させている。ただし全くの暗黒でもないので、大きな眼を発達させる動物も多い。小型コウモリは眼が退化的で、聴覚を頼って活動する（反響定位）が、オオコウモリ類はむしろ眼がよく発達しているから、必ずしも視覚頼みでは暮らせない生活様式というわけでもない。フクロウ類は眼もよく発達しているが、聴覚も優れている。
とりわけ鳥類と哺乳類は夜行性への適応として、内温性を役立てている可能性がある。

### 視覚
夜行性の動物は色覚が発達しないとも言われる。夜に咲く花には白いものが多く、強い香りがする場合が多い。これは、夜行性の昆虫など花粉媒介をする動物の感覚に合わせたものと考えられる。体色の地味なものも多いが、これは姿を隠すのに好都合であると同時に、互いの間の情報交換の手段としても視覚があまり役立たないことによると思われる。
ただし、カエルやヤモリには、暗がりでも色を識別できる桿体細胞を持つ。他の動物では桿体細胞に光受容タンパク質ロドプシンをもつが、これに代わって錐体視物質が暗がりでも信号を受容することで色を識別できるようになっている。

## 人間の影響
人間が存在する地域では、人間との接触を避けるために動物が夜行性となる例が増えている。学術誌『サイエンス』掲載の論文では、生物種、大陸、環境に関係なく83%の生物が夜行性にうつったとされる。こうした動物は人間との直接接触に加えて、人間が発する音や匂いなどの存在そのものを避けようとする。そのためハンターだけでなく自然との触れ合いを求めて山岳に入るトレッカーも警戒の対象となる。夜行性への移行は、食物連鎖に影響を与える可能性がある。

## 人間を指す場合
昼間寝て夜起きている、いわゆる夜型のことを夜行性と言うことがある。
職業・経済
- 深夜業、シフト勤務、変形労働時間制
- ナイトライフ (経済)（英語版） - 夜から朝にかけて開かれる娯楽など
- ウォッチマン (職業)（英語版）、警備員

関連疾病
- シフト勤務睡眠障害（英語版）
- 概日リズム睡眠障害